# Tetragnatha longidens
Tetragnatha longidens este o specie de păianjeni din genul Tetragnatha, familia Tetragnathidae, descrisă de Mello-leitao, 1945. Conform Catalogue of Life specia Tetragnatha longidens nu are subspecii cunoscute.